# Gammarosphaera insularis
Gammarosphaera insularis is een vlokreeftensoort uit de familie van de Acanthogammaridae. De wetenschappelijke naam van de soort is voor het eerst geldig gepubliceerd in 1936 door Bazikalova.